# Gluphisia crenata
Gluphisia crenata (tên tiếng Anh: Dusky Marbled Brown) là một loài bướm đêm thuộc họ Notodontidae. Nó được tìm thấy ở châu Âu, phía đông over parts của Nga và Trung Quốc up to Nhật Bản.
Sải cánh dài 28–34 mm. Con trưởng thành bay từ tháng 4 đến tháng 8 làm hai đợt tùy theo địa điểm.
Ấu trùng ăn các loài Populus, như Populus nigra, Populus balsamifera và Populus tremula, but also on Salix purpurea.

## Hình ảnh

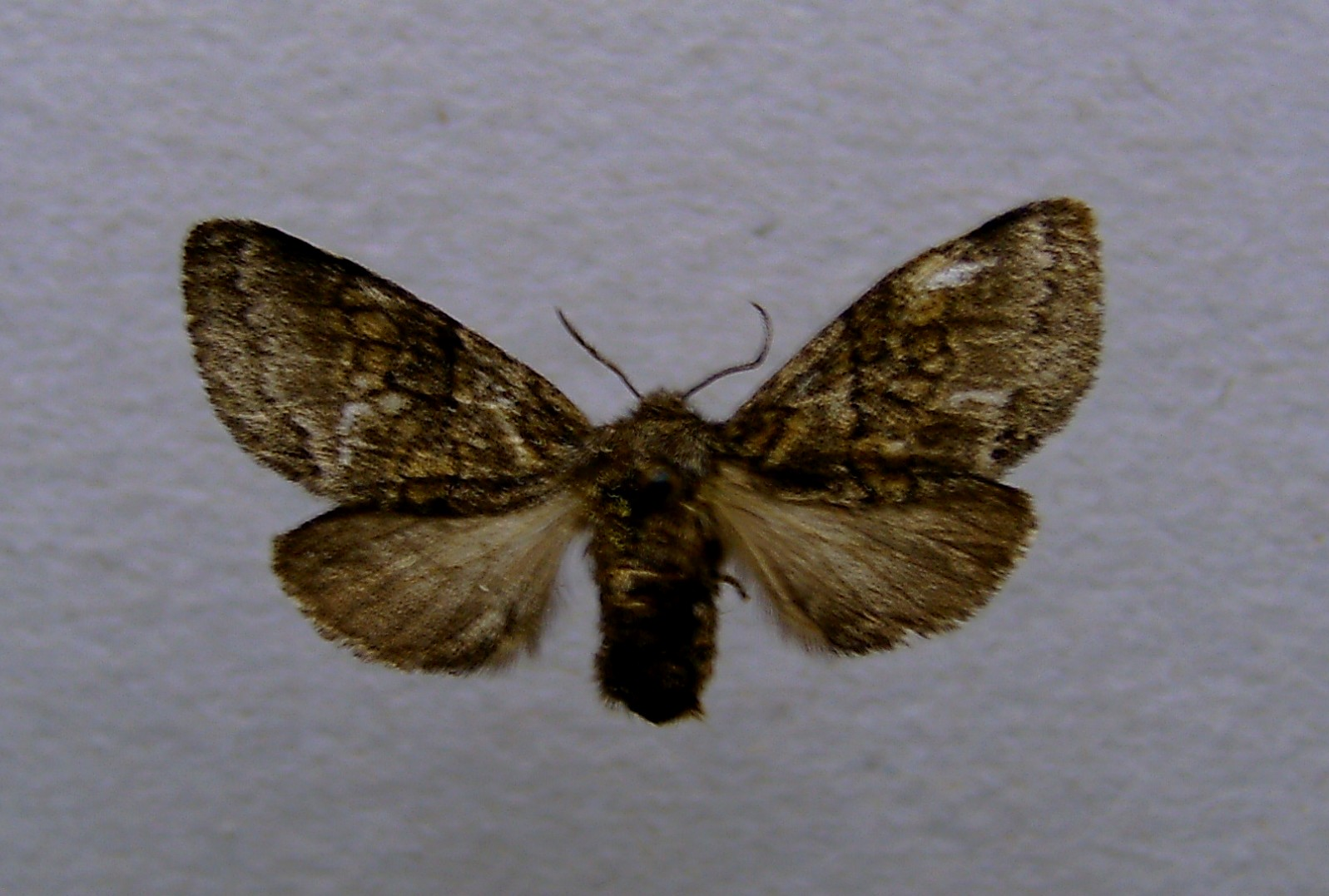
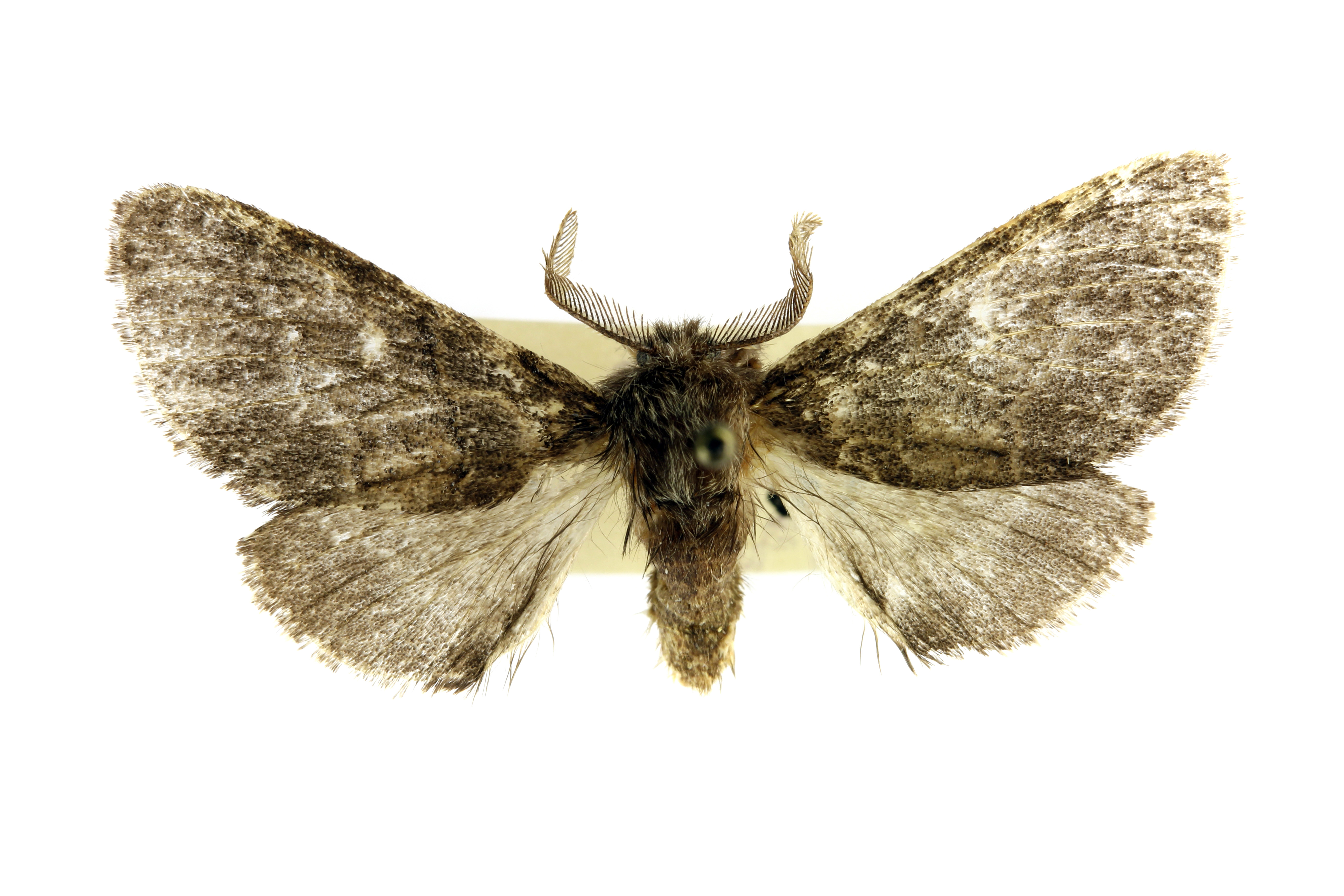
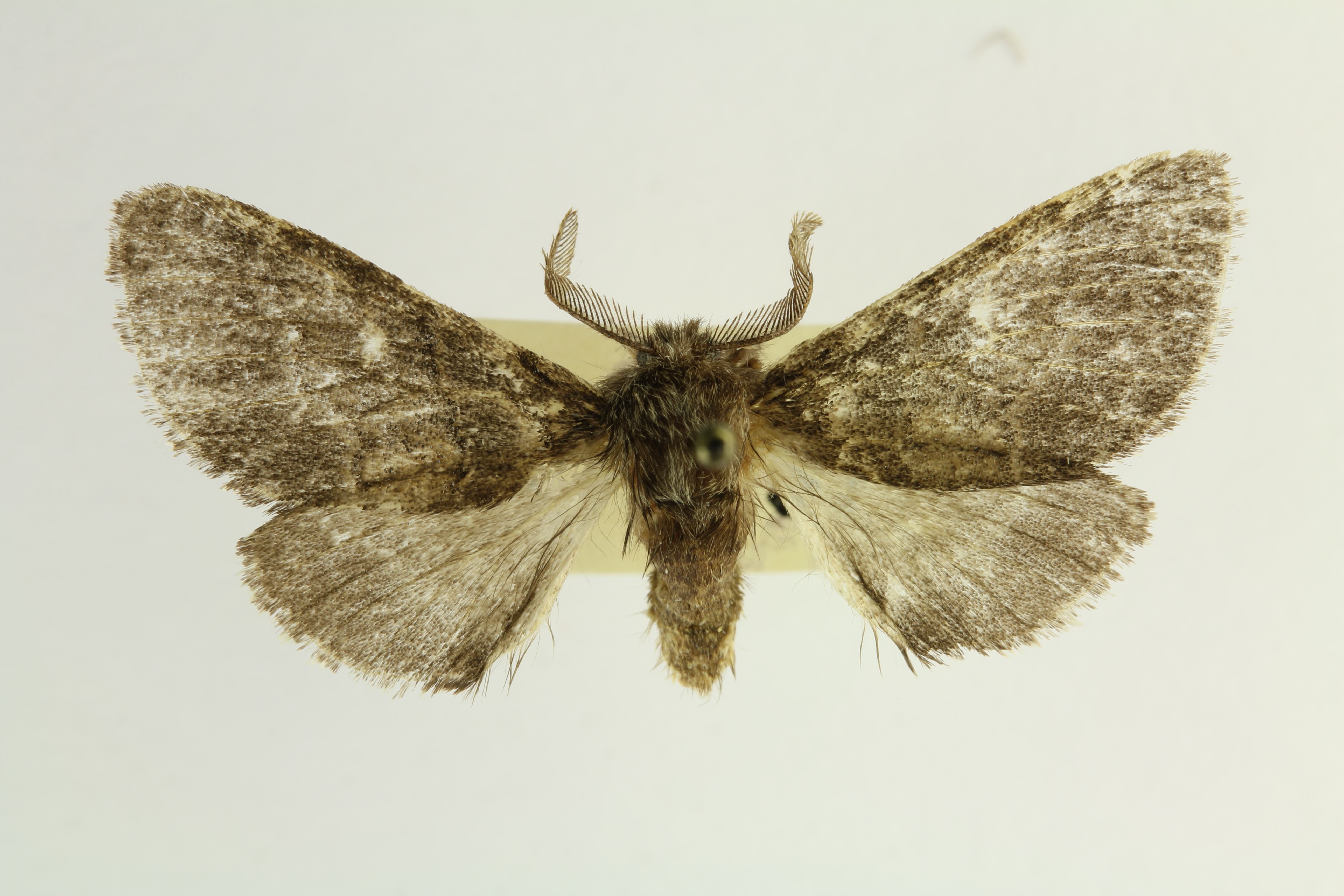
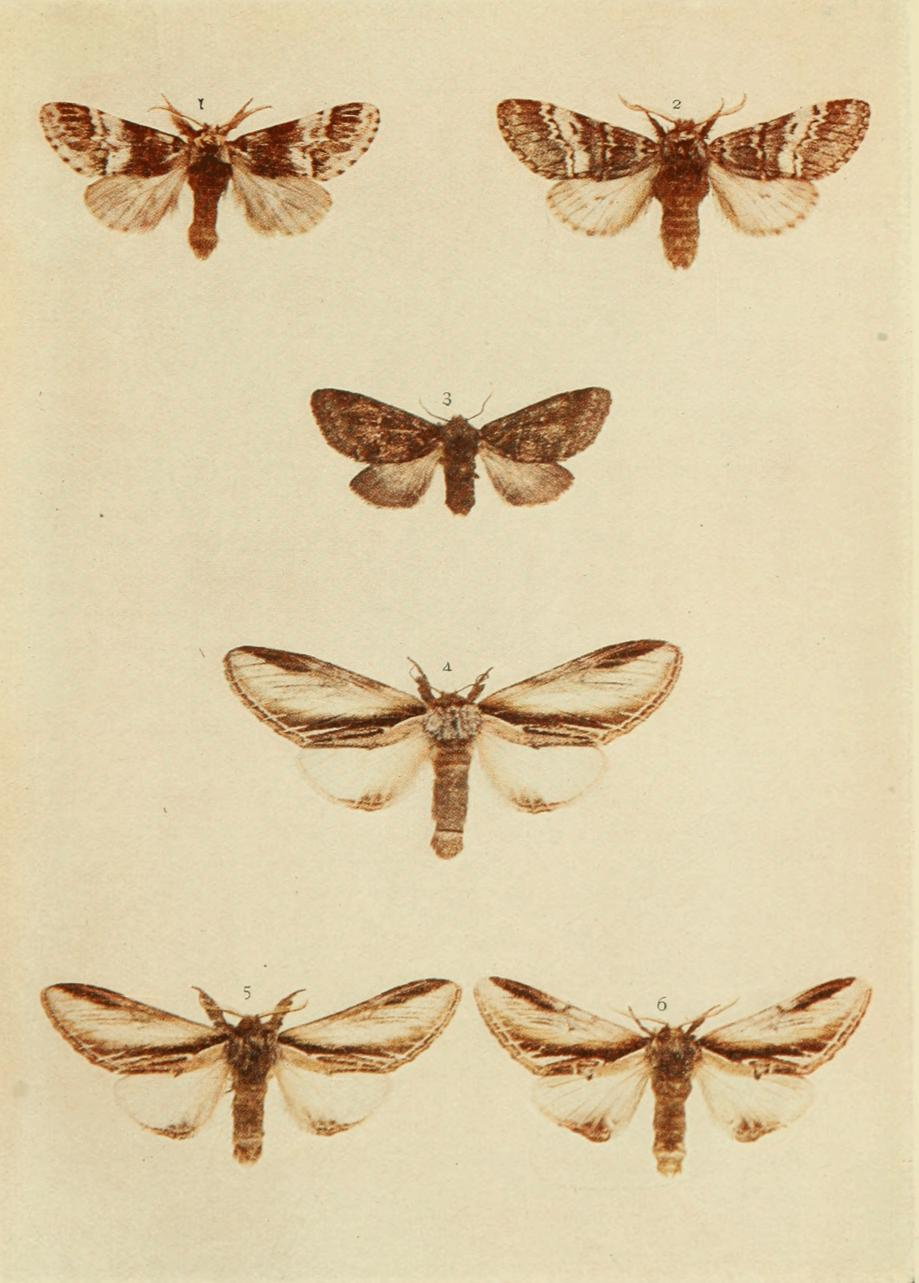

## Phụ loài
- Gluphisia crenata crenata
- Gluphisia crenata vertunea
- Gluphisia crenata meridionalis